# ジェームズ・カトラー・ダン・パーカー
ジェームズ・カトラー・ダン・パーカー（James Cutler Dunn Parker 1828年6月2日 - 1916年11月7日）は、アメリカ合衆国のオルガニスト、教育者、作曲家。

## 生涯
パーカーはマサチューセッツ州、ボストンで、出版・販売業を営むサミュエル・ヘイル・パーカーの息子として生まれた。1848年にハーバード大学を卒業、続いてハーバード・ロー・スクールを修了後、彼はライプツィヒ音楽院へと入学した。音楽院ではイグナーツ・モシェレスとルイ・プレディにピアノを、ユリウス・リーツとエルンスト・リヒターに作曲を、モーリッツ・ハウプトマンに音楽理論と和声学を師事した。
1854年にボストンへ帰郷したパーカーは、個人レッスンの受け付けを始め、これは生涯にわたって続けることになった。1862年に何人かの教え子がパーカー・クラブを立ち上げ、器楽や合唱の演奏会を催した。彼は1859年にアンドーヴァーのマリア・デービー（Maria Derby）と結婚し、1人の子どもを授かった。1864年から1891年にはボストンのトリニティ教会でオルガニストを務めており、これはフィリップス・ブルックスが牧師を務めていた時期とほぼ完全に一致する。パーカーの祖父のサミュエル（Samuel）もこの教会の牧師であった。
パーカーはヘンデル・ハイドン協会の演奏会でのオルガン演奏も行った。1871年から1897年にはニューイングランド音楽院で教鞭を執った。1897年以降は音楽院の試験官を務めた。マサチューセッツ州のブルックラインで没した。
パーカーは賛美歌、カンタータ、オラトリオ、教会音楽、ピアノ曲を作曲した。また、彼は教育用に2巻の作品集を遺している。1855年から1870年には和声を主題に仕事を行っており、リヒターの「和声学の手引き Harmonielehre」を1873年に英訳している。